# Live at Shea Stadium
Live at Shea Stadium är ett livealbum av The Clash, utgivet 2008. Det spelades in under den andra av bandets två spelningar på Shea Stadium i New York i oktober 1982, under deras USA-turné som förband åt The Who. Originalinspelningarna hittades långt senare av Joe Strummer när han packade inför en flytt och gavs då ut.

## Låtlista
1. "Kosmo Vinyl Introduction" - 1:11
2. "London Calling" (Mick Jones/Joe Strummer) - 3:29
3. "Police on My Back" (Eddy Grant) - 3:28
4. "The Guns of Brixton" (Paul Simonon) - 4:08
5. "Tommy Gun" (Mick Jones/Joe Strummer) - 3:19
6. "The Magnificent Seven" (The Clash) - 2:34
7. "Armagideon Time" (Jackie Mittoo/Willi Williams) - 2:56
8. "The Magnificent Seven (Return)" (The Clash) - 2:23
9. "Rock the Casbah" (The Clash) - 3:22
10. "Train in Vain" (Mick Jones/Joe Strummer) - 3:46
11. "Career Opportunites" (Mick Jones/Joe Strummer) - 2:06
12. "Spanish Bombs" (Mick Jones/Joe Strummer) - 3:18
13. "Clampdown" (Mick Jones/Joe Strummer) - 4:27
14. "English Civil War" (trad./Mick Jones/Joe Strummer) - 2:40
15. "Should I Stay or Should I Go" (The Clash) - 2:44
16. "I Fought the Law" (Sonny Curtis) - 3:24

## Medverkande
- Terry Chimes - trummor
- Mick Jones - gitarr, sång
- Paul Simonon - bas, sång
- Joe Strummer - gitarr, sång